# Dalköpinge kyrka
Dalköpinge kyrka är en kyrkobyggnad i Dalköpinge. Den tillhör Dalköpinge församling i Lunds stift.

## Kyrkobyggnaden
Kyrkan byggdes under 1200-talet i romansk stil av tegel. Ett litet torn uppfördes senare under medeltiden.
Medeltida kalkmålningar finns bevarade.

## Inventatirer
Altaruppsats och predikstol dateras till slutet av 1500-talet.
Dopfunten av sandsten är jämngammal med kyrkan själv.

### Orgel
- 1856 byggde Sven Fogelberg, Lund en orgel med 4 stämmor.
- Den nuvarande orgeln byggdes 1952 av Olof Hammarberg, Göteborg och är en mekanisk orgel.

| Manual        | Pedal   |
| Gedakt 8'     | Bihängd |
| Principal 4'  |         |
| Rörflöjt 4'   |         |
| Scharf 2 chor |         |